# Dohnányi Frigyes
Dohnányi Frigyes (Szobotist, 1843. június 13. – Pozsony, 1909. november 10.) tanár, zenész, gyorsíró.

## Élete
A középiskoláit Pozsonyban és Nagyszombatban végezte. A bécsi egyetemen 1868-ban mennyiségtan-természettan szakos tanári oklevelet szerzett. 1868-tól a Körmöcbányai kir. Alreáliskolában tanított. 1869-ben a Besztercebányai Királyi Katolikus Főgimnáziumhoz került előbb helyettes, majd rendes tanárként. 1873-ban Pozsonyban telepedett le. A pozsonyi zenekedvelő elithez hasonlóan családi és szűk baráti körben is kamaraesteket rendeztek. Dohnányi Frigyes kitűnően gordonkázott és hegedült, felesége, Szlabey Ottilia pedig remekül zongorázott. Itt született meg a későbbi világhírű előadóművész fiuk, Ernő.
1873-tól 1905-ig a Pozsonyi Katolikus Főgimnázium tanára volt, 1891-től a Pozsonyi Főreáliskolában is tanított. Egy 1887-ben kelt vallás- és közoktatásügyi minisztériumi rendelettel saját rendszerű gyorsírásának tanítására (pansztenográfia) is jogot nyert. A fizika oktatásában saját maga készített laboratóriumi segédeszközöket, melyeket a millenniumi kiállításon közreműködői éremmel jutalmaztak. 1897–1898-ban (egy évvel az első készülék megjelenése után) Polikeit Károllyal berendezte az iskola fizika szertárában az első magyar röntgenlaboratóriumot. 1887–1890-ben a Panstenographia c. folyóiratot szerkesztette Pozsonyban. A Pozsonyi Orvos- és Természettudományi Egyesület aktív tagja volt. Világnyelv megalkotásának kérdése is foglalkoztatta. Középiskolai szinten elsők között fordított figyelmet az általános zene- és énektanításra, kórust szervezett a gimnáziumban. Jó gordonkajátékosként 1874-ben Liszt Ferenccel együtt hangversenyezett Pozsonyban. 13 éves korától tanítványa és fiának jó barátja volt Bartók Béla, aki az ő tanácsára iratkozott a bécsi konzervatórium helyett a budapesti Zeneakadémiára, mivel "ott Liszt szellemében oktattak"
A pozsonyi Szent András temetőben helyezték örök nyugalomra.

## Művei
- Az elektromotoros erő mérésének egy igen egyszerű módjáról. In: Orvos-Természettudományi Értesítő II. Természettudományi Szak 13. évf. 10. köt. (1888.) 3. füzet, 271-272.
- Arends gyorsírása magyar nyelvre alkalmazva. Pozsony, 1873.
- Arends Lipót alkotta észszerű, könnyű és biztos gyorsírás. Magyar nyelvre alkalmazá Dohnányi Frigyes. II. kiad.(Pozsony. 1879. Stampfel Károly. 8-r. 32, XVI1.)
- Panstenographia (egyetemes, minden nyelvre való gyorsírás, Pozsony, 1887.